# Kouzemt
Kouzemt  (in arabo كوزمت‎?) è un centro abitato e comune rurale del Marocco situato nella provincia di Chichaoua, regione di Marrakech-Safi. Conta una popolazione di 4 103 abitanti (censimento 2014).